# Vince Young
Vincent Paul Young Jr. (Houston, 18 maggio 1983) è un ex giocatore di football americano statunitense che ha giocato nel ruolo di quarterback nella National Football League (NFL). Fu scelto come terzo assoluto nel Draft NFL 2006 dai Tennessee Titans. Al college ha giocato a football con i Texas Longhorns, con cui ha vinto due titoli nazionali.

## Carriera universitaria
Dal 2003 al 2005, Young giocò come quarterback per l'Università del Texas. Nella sua stagione da junior, Vince terminò secondo dietro Reggie Bush nelle votazioni dell'annuale Heisman Trophy (anche se a Bush in seguito venne revocato). Young vinse il Davey O'Brien Award, assegnato ogni anno al miglior quarterback a livello universitario della nazione. Dopo le votazioni dell'Heisman Trophy, Young guidò la sua università al titolo di campione nazionale superando in finale i campioni in carica della University of Southern California, la squadra di Bush, nel Rose Bowl 2006. La gara fu una delle sfide più pubblicizzate della storia del football universitario. I Texas Longhorns hanno ritirato il numero di Young il 30 agosto 2008
Riconoscimenti vinti:
- (2) MVP del Rose Bowl (2005, 2006)
- Pete Dawkins Trophy (2002)
- Manning Award (2005)
- Davey O'Brien Award (2005)
- Archie Griffin Award (2005)
- Consensus All-American (2005)

## Carriera professionistica

### Tennessee Titans

#### Stagione da rookie
Al draft NFL 2006, Young fu selezionato come 3a scelta assoluta dai Titans. Il 27 luglio 2006, Young firmò un contratto quinquennale con Tennessee del valore di 58 milioni di dollari, 25,7 milioni dei quali garantiti. Young rouscì ad ottenere un accordo simile a quello della prima scelta assoluta del proprio Draft, il defensive end dei Texans Mario Williams.Debuttò nella NFL il 10 settembre 2006 contro i New York Jets. Il 17 settembre, Young passò il suo primo touchdown in carriera contro i San Diego Chargers. Young giocò la sua prima gara da titolare contro i Dallas Cowboys il 1º ottobre 2006, completando 14 passaggi su 29 per 155 yard, un touchdown e due intercetti. Egli vinse la sua prima gara nella NFL contro i Washington Redskins 25–22 il 15 ottobre 2006.
Domenica 26 novembre 2006, Vince Young guidò la sua prima rimonta nel quarto periodo, contro i New York Giants. Coi Giants in vantaggio 21–0, la storia della gara cambiò dopo che il quarterback di New York Eli Manning lanciò un intercetto a Pacman Jones. Young successivamente guidò un drive concluso con un passaggio da touchdown all'ex compagno nei Longhorns Bo Scaife. Dopo che i Titans forzarono un terzo e out, Young segnò un touchdown su corsa nel drive successivo. Un'altra serie difensiva positiva portò Young a lanciare il secondo touchdown del quarto. Dopo un altro intercetto su Eli Manning di Pacman Jones, questa volta con soli trenta secondi rimanenti, Young guidò la squadra al field goal della vittoria trasformato da Rob Bironasper un punteggio finale di 24–21 sui Giants. Statisticamente fu la miglior prestazione della carriera di Vince Young: egli passò con 24 su 35 per 249 yard e touchdown, con un 107,9 di passer rating. Inoltre corse 10 volte per 69 yard e un touchdown.
Una settimana dopo, Young guidò un'altra vittoria in rimonta contro gli Indianapolis Colts i quali, prima della gara, avevano un record di 10-1. Rob Bironas congelò la gara con un field goal da 60 yard. La rimonta di 14 punti segnò la prima volta nella storia che un quarterback rookie guidò la squadra a due rimonte di 14 o più punti nella sua prima stagione
Domenica 24 dicembre 2006, Vince Young guidò un'altra vittoria in rimonta sui Buffalo Bills che, insieme ai Titans, avevano un record di 7–7 e stavano lottando per un posto come wild card nei playoff. Questa rimonta partì da meno 9 punti dopo che Rian Lindell calciò un field goal da 24 yard alla fine del terzo quarto, portando il punteggio sul 29–20 in favore dei Bills. Young guidò i Titans con un drive da 9 giocate e 62 -yard conclusosi con un passaggio da 29 yard in touchdown per Brandon Jones che fissò il punteggio sul 27–29. Dopo un terzo e out dei Buffalo Bills, Young guidò nuovamente la squadra con un drive da 14 giocate che culminò con un field goal da 30 yard di Rob Bironas che portò i Titans sul 30–29, rivelatosi essere il punteggio finale. Young passò con 13 su 20 per 183 yard, 2 touchdown e nessun intercetto per un rating di 127,7. Corse inoltre 8 volte per 61 yard ed 1 touchdown.
Young stabilì il record NFL di yard corse da un rookie quarterback con 552 (battuto da Cam Newton nel 2011), superando il vecchio record di 408 yard stabilito da Bobby Douglass nel 1969. L'Associated Press lo premiò come NFL Offensive Rookie of The Year alla fine della stagione 2006 e all'epoca fu solo il terzo quarterback ad aver vinto tale premio, insieme a Dennis Shaw e Ben Roethlisberger.
Il 3 febbraio, Vince Young fu convocato per il Pro Bowl 2007 in sostituzione di Philip Rivers, il cui infortunio al piede lo costrinse a saltare quello che sarebbe stato il suo primo Pro Bowl. Young lanciò un intercetto nel limitato tempo a disposizione nell'evento.
Della classe dei quarterback rookie del 2006, Vince Young ebbe il miglior record come titolare, sorpassando i tre altri rookie titolari: Matt Leinart, Jay Cutler, e Bruce Gradkowski. Durante la stagione 2006, Young guidò i Tennessee Titans a otto vittorie di cui sei consecutive. Egli ebbe un record di 8-5 come titolare. Delle vittorie, quattro di esse avvennero tramite rimonte nel quarto periodo, tre delle quali consecutive. Il suo passer rating fu di 66,7, che lo pose al 30º posto nella lega. Solo il QB di Tampa Bay Bruce Gradkowski ebbe un rating minore con rating con 65,9.
Young apparve sei volte sulla copertina di Sports Illustrated: una nell'edizione 2005 del numero speciale di presentazione della stagione collegiale del football, una volta a dicembre prima della finale della Big 12 contro Colorado, una nell'edizione settimanale per il Rose Bowl 2006 ed anche nell'edizione commemorativa successiva alla gara, una volta nel numero di presentazione del Draft 2006 e l'ultima dopo che i Titans vinsero quattro gare consecutive nella stagione 2006. Le prestazioni di Young nella sua stagione da rookie gli fecero guadagnare l'onore di essere sulla copertina del gioco Madden NFL 08.
Nel 2006, Merril Hoge ottenne della notorietà per essere un feroce critico di Vince Young. Le critiche di Hoge iniziarono prima del Draft 2006, in cui Young fu scelto come terzo assoluto dai Tennessee Titans e continuarono nel corso della stagione malgrado Young avesse preso in mano una squadra perdente portando i Titans a meno di una gara da un'improbabile qualificazione ai playoff. Per queste su prestazioni, Vince Young fu nominato rookie dell'anno ma malgrado ciò Hoge continuò ad affermare che Young non avesse il talento e le capacità per giocare nella NFL.
In un articolo pubblicato da NFL.com Young affermò di aver valutato la possibilità di ritirarsi dopo la sua prima stagione nel football professionistico: "Ci ho pensato veramente a lungo. C'era molto che stava accadendo con la mia maglia. Era folle essere un quarterback nella NFL. Non è più divertente. Tutto il divertimento è sparito. Tutta l'eccitazione se n'è andata. Tutto ciò che facevo era preoccuparmi." In seguito, Young ritrattò queste affermazioni e di non aver pensato alla possibilità di ritirarsi dal football.

#### Stagione 2007

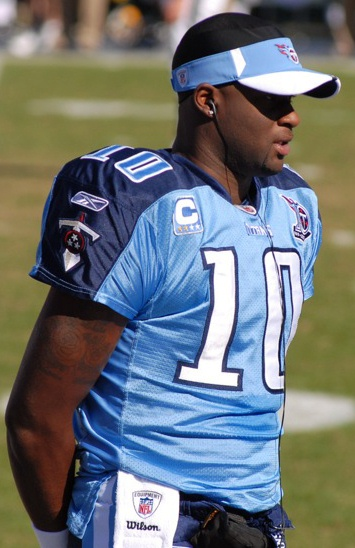
Young nel novembre 2008.

Per la prima partita di esibizione contro i Washington Redskins l'11 agosto 2007, l'allenatore dei Titans Jeff Fisher mise in panchina Young dopo che questi violò il regolamento interno. Anche se Fisher rifiutò di rivelare quale fosse l'infrazione commessa da Young, Young successivamente ammise che la notte precedente aveva lasciato l'albergo per dormire a casa propria senza informare Fisher. Young si scusò per il suo comportamento e gli fu permesso di giocare nella partita successiva.
Durante la prima gara dei Titans, una vittoria 13–10 sui Jacksonville Jaguars, Young lanciò per 78 yard con un 1 intercetto e corse per 22 yard, compreso un TD. Nella settimana 2, i Titans persero 22–20 contro gli Indianapolis Coltsin casa. Vince lanciò per 164 yard ed un TD e corse per 53 yard su 5 portate. Durante la settimana 3, i Titans giocarono contro i New Orleans Saints nella prima delle loro due apparizioni nel Monday Night Football della stagione 2007. I Titans superarono i Saints 31–14 con Young che totalizzò 185 yard (21 su corsa, 164 su passaggio) con 2 TD ed 1 intercetto. Domenica 7 ottobre, Vince Young e i Titans vinsero 20–13 malgrado tre intercetti subiti da Young.
Young si infortunò al quadricipite durante il primo tempo della gara contro i Tampa Bay Buccaneers nella settimana 6. Young tornò negli spogliatoi trascinando la gamba ma ritornò dopo l'intervallo, venendo mostrato scaldarsi sulla linea laterale. Non fece ritorno in campo però come misura precauzionale. I Titans persero la partita 13–10.
Malgrado l'incontro successivo fosse contro i rivali di division degli Houston Texans, Young saltò la partita. Essa fu la prima partita come titolare saltata da Vince a causa di un infortunio. Fece ritorno la settimana successiva contro gli Oakland Raiders completando 6 passaggi su 14 tentativi per 42 yard nella vittoria per 13–9. La settimana successiva contro Carolina, Young completò 14 passaggi su 23 tentativi per 110 yard e 2 intercetti, oltre a 25 yard guadagnate su corsa ed un touchdown su corsa nella vittoria 20–7.
Nella settimana 10, Young completò 24 passaggi su 41 tentativi per 257 yard, 1 TD e due intercetti nella sconfitta 28–13 contro i Jacksonville Jaguars. Le 257 yard passate da Young durante la gara divennero il suo nuovo primato in carriera, superando le 249 yard passate nella vittoria in rimonta per 24–21 sui New York Giants nella settimana 12 della stagione precedente. Anche i suoi 41 passaggi tentati diventarono un nuovo record in carriera.
Nella settimana 13 Young giocò una delle sue migliori prestazioni contro gli Houston Texans. Young terminò il turno passando con 21 su 31 per 248 yard, 2 TD e un intercetto per un 99, di rating nella vittoria 28–20. Young inoltre corse 5 volte per 44 yard che portarono la sua striscia di gare con 250 yard totali o più guadagnate a quattro.
Nella settimana 15, Young concluse col miglior passer rating della stagione, 109,6, completando 16 passaggi su 26 tentativi per 191 yard, due touchdown e un intercetto. Inoltre corse 7 volte per 32 yard, coi Titans in svantaggio 14–10 all'intervallo contro i Kansas City Chiefs che vinsero 26–17 e mantennero vive le loro speranze di raggiungere i playoff, portandosi a un record di 8-6.
Nella settimana 16, Young completò 12 passaggi su 22 tentativi per 166 yard ed un intercetto oltre a un touchdown su corsa, nella vittoria contro i New York Jets. La vittoria, unitamente alla sconfitta dei Cleveland Browns avvenuta poche ore prima, permisero ai Titans di avvicinarsi all'ultimo posto nei playoff disponibile nell'AFC.
Nella settimana 17, Vince Young e i Titans centrarono i playoff sconfiggendo gli Indianapolis Colts 16–10, qualificandosi come sesta squadra della AFC. Young lasciò la gara nel terzo quarto a causa di un riacutizzarsi dell'infortunio al quadricipite destro che lo aveva tenuto fuori dal campo di gioco precedentemente nella stagione. Il quarterback di riserva Kerry Collins subentrò al suo posto guidando i Titans a segnare due 2 field goal consecutivi che permisero di conquistare la vittoria. Prima dell'infortunio, Young stava disputando statisticamente la miglior gara stagione, completando 14 passaggi su per 157 yard, senza touchdown e intercetti per un passer rating di 103,0.

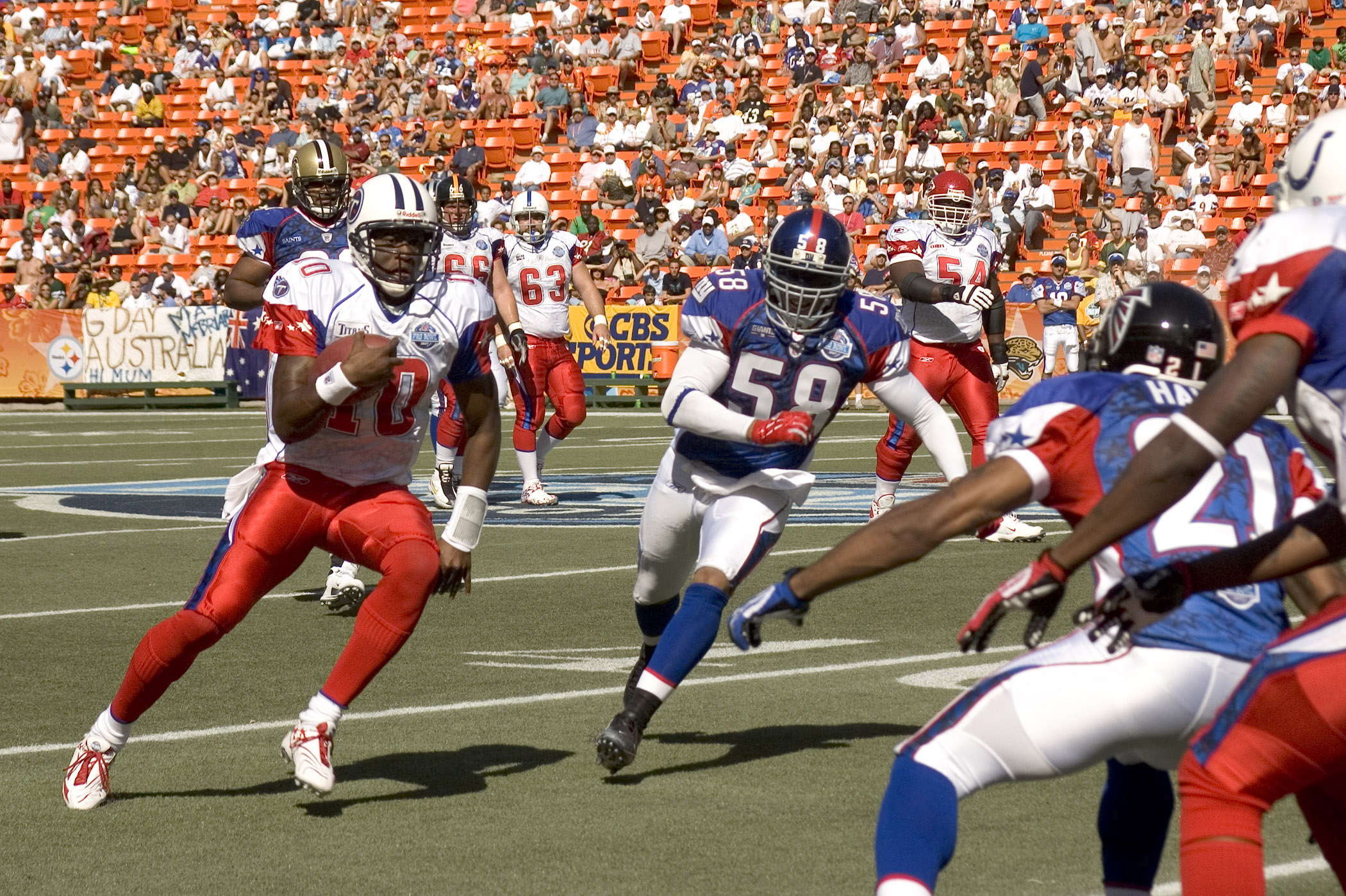
Vince Young nel Pro Bowl 2007

Alla fine della stagione regolare, Young terminò con 2.459 yard passate, 9 touchdown e 17 intercetti. Inoltre corse per 395 yard e 3 touchdown.
Nella prima gara di playoff in carriera, Young completò 16 passaggi su 29 per 138 yard, 1 intercetto e 12 yard corse per un passer rating di 53,5.

#### Stagione 2008
Nella prima gara stagionale contro i Jacksonville Jaguars, Young si infortunò al ginocchio e si previde uno stop dalle due alle tre settimane. Il 15 settembre, Jeff Fisher decise che Kerry Collins sarebbe stato il titolare per il prosieguo della stagione. I Titans terminarono con un record di 13–3 nella stagione regolare e Young divenne la riserva della squadra.

#### Stagione 2009
Prima dell'inizio della stagione 2009, l'allenatore Jeff Fisher annunciò che Kerry Collins sarebbe rimasto il quarterback titolare dei Titans per l'imminente stagione; Fisher aggiunse che se Young avesse voluto tornare ad essere il quarterback titolare, avrebbe dovuto "riguadagnarselo".
Il 29 ottobre 2009, dopo una deludente partenza con un record di 0-6, Fisher annunciò che Young avrebbe sostituito Collins come titolare. Il proprietario dei Titans Bud Adams insistette con Fisher per fare giocare maggiormente Young dopo la sconfitta della squadra per 59–0 contro i New England Patriots il 18 ottobre e le sue pressioni si fecero ancor più insistenti dopo la settimana di pausa che seguì. Fisher annunciò il cambio nel ruolo di quarterback per "ragioni competitive" prima della partita del 1º novembre contro i Jacksonville Jaguars. Dopo aver annunciato la novità, Fisher affermò: "Sto ancora con Kerry Collins perché non credo che il nostro record negativo sia dipeso dalle giocate del nostro quarterback. È un riflesso del gioco di squadra. Sono ancora dalla sua parte ma ho deciso di andare avanti e di compiere questo cambiamento".
Young vinse otto delle dieci partite disputate come titolare nel 2009. I Titans quell'anno furono la prima squadra della storia della NFL a vincere cinque gare consecutive dopo aver perso tutte le prime sei. Il 29 novembre 2009, Young, con 2.37 minuti rimanenti, guidò i Titans con un drive da 99 yard alla vittoria in rimonta sugli Arizona Cardinals. Young concluse tale drive con il passaggio da touchdown da 10 yard per Kenny Britt sul quarto down mentre il tempo andava esaurendosi. I Titans vinsero 20–17. Young terminò con 99,7 di passer rating, frutto di 27 passaggi completati su 43 ed un record in carriera di 387 yard, 1 TD e quattro corse tentate che fruttarono 8 yard. Casualmente, a causa di un infortunio del quarterback titolare di Arizona Kurt Warner, quella gara fu una rivincita del Rose Bowl 2006 tra Young e il quarterback di riserva dei Cardinals Matt Leinart.
Young terminò terzo nel premio NFL Comeback Player of the Year Award dietro il running back dei Tampa Bay Buccaneers Carnell Williams ed al vincitore, il quarterback dei New England Patriots Tom Brady. Poco dopo, Young fu annunciato come vincitore del premio equivalente di The Sporting News come comeback player of the year.
Young giocò il Pro Bowl 2010, prendendo il posto dell'infortunato Phillip Rivers dopo che Ben Roethlisberger e Carson Palmer declinarono l'invito a sostituire il quarterback dei San Diego Chargers a causa dei loro rispettivi infortuni. Quella fu la seconda apparizione al Pro Bowl della carriera, dopo quella nella sua stagione di debutto.

#### Stagione 2010
Young guidò i Titans a un record di 5–5 nelle prime 10 gare, lanciando 10 touchdown complessivi per un 98,6 di passer rating.
Durante la sconfitta nella settimana 11 contro i Washington Redskins, Young soffrì una lacerazione del flessore del tendine del suo pollice destro, fu tolto dal campo ma in seguito si preparò per rientrare, cosa che non avvenne. Dopo la gara, Young mentre usciva dal campo gettò le protezioni delle spalle tra il pubblico, ebbe un diverbio con l'allenatore Fisher nello spogliatoio perdendo il controllo. Fisher in seguito dichiarò che Rusty Smith sarebbe diventato il quarterback titolare dei Titans.
Il 5 gennaio 2011, il proprietario dei Titans Bud Adams rilasciò un comunicato stampa in cui affermava che Young non sarebbe più stato un membro della squadra nella stagione successiva, sia che venisse scambiato che rilasciato. Vince Young terminò la sua carriera coi Titans con un record di 30-17 (63,8%) nel corso di cinque anni, mentre i Titans compilarono un record di 15-18 (45,5%) in assenza di Young. Nei suoi anni da Titan, Young terminò con un 75,4 di passer rating e 54 touchdown (42 su passaggio, 12 su corsa) contro 42 intercetti.
Il 28 luglio 2011, Young venne rilasciato.

### Philadelphia Eagles
Il 29 luglio 2011, Young ha firmò un contratto di un anno con gli Eagles, giocando 3 partite da titolare, concludendo con un record negativo di una vittoria e 2 sconfitte.

### Buffalo Bills
Nel mese di aprile del 2012, Vince si allenò e sostenne dei provini coi Buffalo Bills, in cui venne giudicato "in ottima forma". L'11 maggio 2012, Young firmò un contratto annuale con i Bills. Il 27 agosto, dopo l'arrivo di Tarvaris Jackson dai Seattle Seahawks, Young fu tagliato.

### Green Bay Packers
Il 5 agosto 2013, Young firmò un contratto annuale con i Green Bay Packers. Malgrado una pre-stagione positiva, il 31 agosto 2013 fu svincolato.

### Cleveland Browns
Il 1º maggio 2014, Young firmò un contratto annuale con i Cleveland Browns. Fu svincolato dopo soli undici giorni.
Il 14 giugno 2014, Young annunciò il proprio ritiro. Concluse la propria carriera con un record come titolare di 31-19, passando quasi 9.000 yard, 46 touchdown (più 12 segnati su corsa) e 51 intercetti.

## Palmarès
- (2) Pro Bowl (2006 e 2009)
- Rookie offensivo dell'anno (2006)
- Diet Pepsi rookie dell'anno (2006)
- PFWA All-Rookie Team - 2006
- Davey O'Brien Award (2005)

## Statistiche
| Partite totali      | 60    |
| Partite da titolare | 50    |
| Yard lanciate       | 8.964 |
| Touchdown           | 46    |
| Intercetti subiti   | 51    |
| Passer rating       | 74,4  |